# Hermann Baltl
Hermann Baltl (* 2. Februar 1918 in Graz; † 20. Oktober 2004 ebenda) war ein österreichischer Jurist und Rechtshistoriker.

## Leben
Hermann Baltl promovierte nach einem Studium der Rechtswissenschaften an der Universität Graz 1939 zum Doktor der Rechte. 1946 habilitierte er sich im Fach „Deutsche Rechtsgeschichte und Österreichische Verfassungs- und Verwaltungsgeschichte“ und wurde 1956 zunächst außerordentlicher, 1961 ordentlicher Universitätsprofessor am neugeschaffenen Institut für Österreichische Rechtsgeschichte, das er bis 1988 als Institutsvorstand leitete. Sein Nachfolger wurde am 1. Oktober 1988 Gernot Kocher.
Baltl bearbeitete vor allem das Gebiet der Rechtsarchäologie, als welche er die Erforschung der im weiten Sinne verstandenen Gebrauchsgegenstände des Rechtslebens, seiner Geräte also, definiert (damit unterscheidet er die Rechtsarchäologie von der Rechtlichen Volkskunde und der Rechtssymbolik).
Ab 1956 gehörte er als Mitglied der Historischen Landeskommission für Steiermark an. 1974 wurde er Mitglied der Österreichischen Akademie der Wissenschaften. Daneben begründete er 1974 an seiner Universität den „Medienkundlichen Lehrgang“, den er bis 1995 leitete. Unter seinen mehr als 160 wissenschaftlichen Arbeiten wurde sein mehrfach aufgelegtes Werk Österreichische Rechtsgeschichte. Von den Anfängen bis zur Gegenwart zu einem Standardwerk der österreichischen Rechtsgeschichte.
Baltl, selbst Träger der Dr.-Josef-Bick-Ehrenmedaille der Vereinigung Österreichischer Bibliothekarinnen und Bibliothekare, lobte mehrmals einen Dr.-Hermann-Baltl-Preis aus, der Arbeiten oder Forschungsvorhaben bibliotheks- oder buchgeschichtlicher Art mit Beziehung zu Österreich zu fördern trachtete.
Seine Enkeltochter, Anna Gamper, wurde im Jahr 2008 zur ersten ordentlichen Professorin an der juridischen Fakultät der Universität Innsbruck ernannt.

## Auszeichnungen (Auswahl)
- 1967: Österreichisches Ehrenkreuz für Wissenschaft und Kunst I. Klasse
- 1979: Großes Silbernes Ehrenzeichen für Verdienste um die Republik Österreich[4]
- Ehrenring des Landes Steiermark

## Schriften (Auswahl)
- Geschichte der österreichischen Verfassung im 19. Jahrhundert. Österreichische Hochschülerschaft, Universität Graz (Referat für Studienmittel), Graz 1947, OBV.
- Die Kärntner Landgerichtsordnung von 1577. Kodifikationsgeschichte, Charakter und Quellen. In: Carinthia I 139, 1949, S. 331–359, Repertorium-Volltext
- Die ländliche Gerichtsverfassung Steiermarks vorwiegend im Mittelalter. Vorgelegt in der Sitzung vom 5. November 1947. In: Archiv für österreichische Geschichte, Band 118, ZDB-ID 211415-X, 1951, OBV.
- Rechtliche Volkskunde und Rechtsarchäologie als wissenschaftliche Begriffe und Aufgaben. S.n., Graz 1952, doi:10.5169/seals-114717.
- (Bearb. mit Eugen Wohlhaupter): Die Rechtsfibel. Deutsches Recht in der Vergangenheit. Staackmann, Bamberg 1956, OBV.
- Rechtsarchäologie des Landes Steiermark (= Grazer Rechts- und Staatswissenschaftliche Studien, Band 1, ZDB-ID 510041-0). Böhlau, Graz/Köln 1957, OBV.
- (Hrsg.): Festschrift Artur Steinwenter. Zum 70. Geburtstag (= Grazer Rechts- und Staatswissenschaftliche Studien, Band 3, ZDB-ID 510041-0). Leykam, Graz/Köln 1958, OBV.
- Probleme der Neutralität, betrachtet am österreichischen Beispiel (= Grazer Rechts- und Staatswissenschaftliche Studien, Band 8, ZDB-ID 510041-0). Böhlau, Graz/Köln 1962, OBV.
- Einflüsse des römischen Rechts in Österreich = Ius Romanum medii aevi / Auspice Collegio Antiqui Iuris Studiis Provehendis, Mediolani 1962, V 7, Repertorium-Volltext.
- Rechtsdenkmäler. In: Das Weizer Land. Archivalienpfleger für den Bezirk Weiz Leopold Farnleitner, Weiz 1963, ÖNB.
- Paul Adler (1770–1843). Ein Leben für den bäuerlichen Fortschritt. Leykam, Graz 1984, ISBN 3-7011-7153-X.
- (Hrsg.): Recht und Geschichte. Ein Beitrag zur österreichischen Gesellschafts- und Geistesgeschichte unserer Zeit. Zwanzig Historiker und Juristen berichten aus ihrem Leben. Thorbecke, Sigmaringen 1990, ISBN 3-7995-2414-2 (Beiträge unter anderem von Nikolaus Grass und Hans Constantin Faußner).
- (mit Gernot Kocher): Österreichische Rechtsgeschichte unter Einschluss sozial- und wirtschaftsgeschichtlicher Grundzüge von den Anfängen bis zur Gegenwart. 10. Auflage. Leykam, Graz 2004, ISBN 3-7011-9105-0 (zuerst 1970).
- Die Steiermark im Frühmittelalter. Beigefügtes Werk: Fritz Lochner von Hüttenbach: Frühmittelalterliche Namen in der Steiermark. Leykam, Graz 2004, ISBN 3-7011-7485-7.